# Dombeya hafotsy
Dombeya hafotsy là một loài thực vật có hoa trong họ Cẩm quỳ. Loài này được Arènes mô tả khoa học đầu tiên năm 1958.